# Francina Tomàs i Sureda
Francina Tomàs i Sureda (Palma, 20 de març de 1634 - 9 de novembre de 1675), comtessa de Formiguera, fou una noble mallorquina.

## Biografia
Filla de Joan Baltasar Sureda Tomàs i Sanglada i de Maria Sureda i Gual, va néixer en el si d'una de les famílies més riques de Mallorca, els Sureda, terratinents de llarga tradició mercantil. A catorze anys va casar-se amb Ramon de Safortesa i Fuster, segon comte de Formiguera, popularment conegut com a «Comte Mal», amb el qual no va tenir mai bona relació. Quan morí el seu pare heretà el patrimoni familiar i es convertí en administradora dels seus béns. Però no es limità a conservar les propietats, sinó que va adquirir noves terres i finques. A més, s'ocupava personalment d'arrendar-les. Fou una dona autosuficient i emprenedora.
De totes les compres que feu, destaquen la compra de Son Vivot (Inca) i Son Sureda (Marratxí). La primera estava envoltada de terres fèrtils que produïen bones rendes i Francina posà cura especial en el jardí de la finca, considerat un dels més representatius de l'època. En aquesta mateixa finca es conserva una habitació anomenada es quarto de ses ànimes, en què, segons conta la llegenda, el seu marit la recloïa. A Palma posseïa Can Tomàs del Pedrís del Born. Va morir el 1675 sense descendència i nomenà hereu del seu patrimoni el seu cosí Joan Miquel Sureda i de Santacília.
- Son Sureda, a Marratxí.
- Gravat de l'Arxiduc on es veu, a l'esquerra, Can Tomàs del Pedrís del Born.
- Can Alomar, del 1870, és l'edifici que s'alça actualment al lloc on hi havia Can Tomàs del Pedrís del Born.